# Sri Hargobindpur
Sri Hargobindpur (o Srihargobindpur, Sri Har Gobindpur, Sri Govindpur, Srigobindpur) è una città dell'India di 3.993 abitanti, situata nel distretto di Gurdaspur, nello stato federato del Punjab. In base al numero di abitanti la città rientra nella classe VI (meno di 5.000 persone).

## Geografia fisica
La città è situata a 31° 41' 22 N e 75° 28' 47 E e ha un'altitudine di 214 m s.l.m..

## Società

### Evoluzione demografica
Al censimento del 2001 la popolazione di Sri Hargobindpur assommava a 3.993 persone, delle quali 2.063 maschi e 1.930 femmine. I bambini di età inferiore o uguale ai sei anni assommavano a 467, dei quali 282 maschi e 185 femmine. Infine, coloro che erano in grado di saper almeno leggere e scrivere erano 2.647, dei quali 1.428 maschi e 1.219 femmine.